# Folklorna družina Vuga
Folklorna družina VUGA je ženski vokalni ansambl iz Karlovca.

## O Družini
Folklorna družina VUGA od 30. siječnja 2007. godine djeluje u Karlovcu. Nazvana je po istoimenoj ptici pjevici koja se često spominje u pučkim pjesmama sjeverozapadne Hrvatske. Ovu skupinu folklornih entuzijasta može se smatrati i nasljednicom istoimene zagrebačke družine, s obzirom na to da su neke članice od 1995. do 2007. sudjelovale u radu i tog ansambla. Družina njeguje tradicijsku vokalnu i instrumentalnu glazbu te tako aktivno pridonosi očuvanju i promicanju raznolikoga bogatstva hrvatskoga folklornog nasljeđa. U početku je bila mješoviti vokalnoinstrumentalni ansambl, a danas pretežito djeluje kao ženski vokalni sastav.
Folklorna družina VUGA je 2007. ostvarila svoj prvi zapaženiji uspjeh na 4. Susretu hrvatskih malih vokalnih sastava u Mariji Bistrici. Njihov su nastup članovi stručnoga povjerenstva Hrvatskoga sabora kulture ocijenili iznimno kvalitetnim te ih proglasili najboljim malim folklornim vokalnim sastavom u Republici Hrvatskoj za tu godinu. Isti su uspjeh članice FD VUGA ponovile 2010. i 2011. godine.  Osim na folklornim smotrama, redovito sudjeluju u raznim kulturnim manifestacijama koje organiziraju grad Karlovac i Karlovačka županija, ali vrlo rado nastupaju i na brojnim dobrotvornim priredbama i koncertima. Često ih se može čuti i vidjeti u glazbenom programu lokalne karlovačke televizije Trend TV, a gostovale su i u emisiji Dobro jutro, Hrvatska Hrvatske radiotelevizije. Do sada su nastupale i surađivale s karlovačkim tamburaškim sastavom Grofovi i Folklornim ansamblom Matija Gubec, klapama Furešti i Kampanel te Karlovačkim tamburaškim orkestrom.

## Nagrade i priznanja
- 2007. – priznanje HRSK kao najboljem malom folklornom vokalnom sastavu u RH na 4. Susretu hrvatskih malih vokalnih sastava u Mariji Bistrici
- 2010. – nagrada za najbolju tehničku izvedbu na 4. Međunarodnom festivalu malih vokalnih sastava u Velikoj Gorici
- 2010. – priznanje HRSK kao najboljem malom folklornom vokalnom sastavu u RH na 7. Susretu hrvatskih malih vokalnih sastava u Mariji Bistrici
- 2010. – priznanje Zajednice amaterskih kulturno-umjetničkih djelatnosti Karlovačke županije za postignute rezultate u kulturno-umjetničkom amaterizmu tijekom 2010. godine
- 2011. – Srebrna plaketa na Festivalu pjevačkih zborova / 1. natjecanju hrvatske vokalne tradicijske glazbe Zagrebačkoga glazbenog podija
- 2011. – priznanje HRSK kao najboljem malom folklornom vokalnom sastavu u RH na 8. Susretu hrvatskih malih vokalnih sastava u Mariji Bistrici
- 2012. – priznanje Zajednice amaterskih kulturno-umjetničkih djelatnosti Karlovačke županije za postignute rezultate u kulturno-umjetničkom amaterskom djelovanju tijekom 2011. godine
- 2015. – nominacija za hrvatsku glazbenu nagradu Porin u kategoriji za najbolji album folklorne i etno glazbe za album »Hrvatsko biserje 2«[2]

## Diskografija
- CD Svjetlo božićne noći – Croatia Records, CD 5804741, 2008.[3]
- CD Hrvatsko biserje – Croatia Records, CD 6023103, 2012.[4]
- CD Hrvatsko biserje 2 – Croatia Records, CD 6065202, 2014.[5]

## Vanjske poveznice
- Facebook: Folklorna družina VUGA
- Croatia Records: Folklorna družina VUGA
- HRSK: Razglednica Hrvatskog sabora kulture 2011.
- Discogs.com – Folklorna družina VUGA (diskografija)
- Spotify – Folklorna družina VUGA (diskografija)